# Vilhelm Ekelund
Vilhelm Ekelund (Stehag, Suecia, 1880 - Saltsjöbaden, Suecia, 1949) fue un poeta sueco.
Seguidor de los simbolistas franceses, es el precursor de la poesía moderna sueca.

## Carrera
Las obras de Ekelund estuvieron influenciadas por Friedrich Hölderlin, Friedrich Nietzsche y Emanuel Swedenborg. Sus primeros años de carrera fueron líricos y, aunque no fueron ampliamente reconocidos en esa época, su obra poética, producida casi en su totalidad en la primera década del siglo, se convirtió en una influencia formativa para muchos poetas suecos posteriores. 
Su comprensión de las cualidades rítmicas y musicales del verso y su concentrada imaginería impulsaron su poesía hacia formas cada vez más ambiciosas pasando pronto al verso libre y convirtiéndola en un modelo vital para escritores posteriores como Karin Boye, Erik Lindegren, Gunnar Björling y otros.
A partir de 1907, después de un romance con Amelie Posse y de la creciente convicción de que la poesía era un medio insatisfactorio y vano, se alejó de los poemas y se dedicó al ensayo y a la prosa aforística en un estilo muy personal y a veces casi impenetrable. 

## Obras
- Melodier i skymning ("Melodías al anochecer", 1902)
- Havets stjärna ("Estrella del Mar", 1906)
- Antikt ideal ("El Ideal Antiguo", 1909)
- Böcker och vandringar ("Libros y vagabundeos", 1910)
- På havsstranden ("A la orilla del mar", 1922)